# Saint-Maixant (Creuse)
 Saint-Maixant  es una comuna (municipio) de Francia, en la región de Lemosín, departamento de Creuse, en el distrito y cantón de Aubusson.
Su población en el censo de 1999 era de 260 habitantes.
Está integrada en la Communauté de communes d’Aubusson-Felletin.

## Demografía
| 320 | 320 | 304 | 298 | 255 | 260 |
| Para los censos de 1962 a 1999 la población legal corresponde a la población sin duplicidades (Fuente: INSEE [Consultar]) |     |     |     |     |     |